# R. John Ellis
Reginald John Ellis (* 12. Februar 1935) ist ein britischer Biologe und emeritierter Professor an der University of Warwick, Coventry.

## Leben
Ellis erwarb 1960 bei David Denison Davies am King’s College London einen Ph.D. mit einer Arbeit über Transaminierung. Als Postdoktorand arbeitete er über Sulfatreduktion bei Charles A. Pasternak an der Universität Oxford. 1964 ging Ellis an die Abteilungen für Botanik und Biochemie der University of Aberdeen, bevor er 1970 als Leiter der Arbeitsgruppe zu Chloroplasten an die neugegründete Abteilung für Biowissenschaften (Biological Sciences) der University of Warwick in Coventry wechselte. Hier erhielt er 1976 eine Professur. 1996 wurde er emeritiert.

## Wirken
Ellis galt als führender Forscher auf dem Gebiet der Biogenese von Chloroplasten, deren Biochemie bei höheren Pflanzen er erforschte. 1980 entdeckte er das erste molekulare Chaperon, das dabei half, Untereinheiten des Rubisco zusammenzusetzen. Auf Ellis’ Arbeiten konnten Franz-Ulrich Hartl und Arthur Horwich aufbauen. Kenntnisse über die Chaperone, die bei vielfältigen zellulären Prozessen nötig sind, konnte Ellis wesentlich ausbauen.
Ellis’ Arbeiten sind grundlegend für das Verständnis von Erkrankungen, die durch Störungen der Proteinfaltung verursacht werden, darunter die Alzheimer-Krankheit und die Zystische Fibrose.
Seine Arbeit Molecular chaperones aus dem Jahr 1991 gehört zu den meistzitierten Arbeiten der Molekularbiologie.

## Auszeichnungen
- 1983 Mitgliedschaft in der Royal Society[5]
- 2004 Gairdner Foundation International Award[6]
- 2011 Croonian Lecture

## Schriften (Auswahl)
- The Chaperonins. Academic Press Inc. 1996, ISBN 978-0-12-237455-5
- How Science Works: Evolution. Springer Netherlands 2010, ISBN 978-90-481-3182-2